# オリンピックの競泳競技・女子メダリスト一覧
オリンピックの競泳競技・女子メダリスト一覧（オリンピックのきょうえいきょうぎ・じょしメダリストいちらん）は、1912年から2020年までのオリンピック競泳競技における女子メダリストの一覧である。

## 女子現行種目

### 50m自由形
| 大会名                | 金                                              | 銀                                              | 銅                                              |
| --------------------- | ----------------------------------------------- | ----------------------------------------------- | ----------------------------------------------- |
| 1988 ソウル           | クリスティン・オットー 東ドイツ (GDR)           | 楊文意 中国 (CHN)                               | カトリン・マイスナー 東ドイツ (GDR)             |
| 1988 ソウル           | クリスティン・オットー 東ドイツ (GDR)           | 楊文意 中国 (CHN)                               | ジル・スターケル アメリカ合衆国 (USA)           |
| 1992 バルセロナ       | 楊文意 中国 (CHN)                               | 荘泳 中国 (CHN)                                 | エンジェル・マルティーノ アメリカ合衆国 (USA)   |
| 1996 アトランタ       | エイミー・ヴァン・ダイケン アメリカ合衆国 (USA) | 楽靖宜 中国 (CHN)                               | サンドラ・フォルカー ドイツ (GER)               |
| 2000 シドニー         | インヘ・デブルーイン オランダ (NED)             | テレーセ・アルシャマー スウェーデン (SWE)       | ダラ・トーレス アメリカ合衆国 (USA)             |
| 2004 アテネ           | インヘ・デブルーイン オランダ (NED)             | マリア・メテラ フランス (FRA)                   | リスベス・レントン オーストラリア (AUS)         |
| 2008 北京             | ブリッタ・シュテフェン ドイツ (GER)             | ダラ・トーレス アメリカ合衆国 (USA)             | ケイト・キャンベル オーストラリア (AUS)         |
| 2012 ロンドン         | ラノミ・クロモウィジョジョ オランダ (NED)       | アリアクサンドラ・ヘラシメニア ベラルーシ (BLR) | マルリーン・フェルトハイス オランダ (NED)       |
| 2016 リオデジャネイロ | パーニル・ブルメ デンマーク (DEN)               | シモーネ・マニュエル アメリカ合衆国 (USA)       | アリアクサンドラ・ヘラシメニア ベラルーシ (BLR) |
| 2020 東京             | エマ・マキーオン オーストラリア (AUS)           | サラ・ショーストレム スウェーデン (SWE)         | パーニル・ブルメ デンマーク (DEN)               |

### 100m自由形
| 大会名                | 金                                                | 銀                                              | 銅                                                |
| --------------------- | ------------------------------------------------- | ----------------------------------------------- | ------------------------------------------------- |
| 1912 ストックホルム   | ファニー・デュラック オーストララシア (ANZ)       | ウィルヘルミナ・ワイリー オーストララシア (ANZ) | ジェニー・フレッチャー イギリス (GBR)             |
| 1920 アントワープ     | エセルダ・ブレーブトリー アメリカ合衆国 (USA)     | アイリーン・ゲスト アメリカ合衆国 (USA)         | フランシス・シュロス アメリカ合衆国 (USA)         |
| 1924 パリ             | エセル・ラッキー アメリカ合衆国 (USA)             | マリシェン・ウェスロウ アメリカ合衆国 (USA)     | ゲートルード・エダーレ アメリカ合衆国 (USA)       |
| 1928 アムステルダム   | アルビナ・オシポウィッチ アメリカ合衆国 (USA)     | エレノア・ギャラッティ アメリカ合衆国 (USA)     | ジョイス・クーパー イギリス (GBR)                 |
| 1932 ロサンゼルス     | ヘレン・マディソン アメリカ合衆国 (USA)           | ビリー・デンオーデン オランダ (NED)             | エレノア・ギャラッティ アメリカ合衆国 (USA)       |
| 1936 ベルリン         | リー・マステンブルーク オランダ (NED)             | ジャネット・キャンベル アルゼンチン (ARG)       | ギーゼラ・アーレント ドイツ (GER)                 |
| 1948 ロンドン         | グレタ・アンデルセン デンマーク (DEN)             | アン・カーティス アメリカ合衆国 (USA)           | マリー・ルイーズ・ファエセン オランダ (NED)       |
| 1952 ヘルシンキ       | カタリン・ソーケ ハンガリー (HUN)                 | ハニー・テルミューレン オランダ (NED)           | テメシュ・ユディット ハンガリー (HUN)             |
| 1956 メルボルン       | ドーン・フレーザー オーストラリア (AUS)           | ロレイン・クラップ オーストラリア (AUS)         | フェイス・リーチ オーストラリア (AUS)             |
| 1960 ローマ           | ドーン・フレーザー オーストラリア (AUS)           | クリスチン・フォンサルツァ アメリカ合衆国 (USA) | ナタリー・スチュワード イギリス (GBR)             |
| 1964 東京             | ドーン・フレーザー オーストラリア (AUS)           | シャロン・スタウダー アメリカ合衆国 (USA)       | キャスリーン・エリス アメリカ合衆国 (USA)         |
| 1968 メキシコシティ   | ジェーン・ヘン アメリカ合衆国 (USA)               | スーザン・ペダーセン アメリカ合衆国 (USA)       | リンダ・グスタフソン アメリカ合衆国 (USA)         |
| 1972 ミュンヘン       | サンドラ・ニールソン アメリカ合衆国 (USA)         | シャーリー・ババショフ アメリカ合衆国 (USA)     | シェーン・グールド オーストラリア (AUS)           |
| 1976 モントリオール   | コルネリア・エンダー 東ドイツ (GDR)               | ペトラ・プリーマー 東ドイツ (GDR)               | エニト・ブリギッタ オランダ (NED)                 |
| 1980 モスクワ         | バーバラ・クラウゼ 東ドイツ (GDR)                 | カレン・メチュク 東ドイツ (GDR)                 | イネス・ディールス 東ドイツ (GDR)                 |
| 1984 ロサンゼルス     | ナンシー・ホグスヘッド アメリカ合衆国 (USA)       | 該当者なし                                      | アンネマリー・フェルスタッペン オランダ (NED)     |
| 1984 ロサンゼルス     | キャリー・スタインサイファー アメリカ合衆国 (USA) | 該当者なし                                      | アンネマリー・フェルスタッペン オランダ (NED)     |
| 1988 ソウル           | クリスティン・オットー 東ドイツ (GDR)             | 荘泳 中国 (CHN)                                 | カトリーヌ・プレビンスキー フランス (FRA)         |
| 1992 バルセロナ       | 荘泳 中国 (CHN)                                   | ジェニー・トンプソン アメリカ合衆国 (USA)       | フランツィスカ・ファン・アルムジック ドイツ (GER) |
| 1996 アトランタ       | 楽靖宜 中国 (CHN)                                 | サンドラ・フォルカー ドイツ (GER)               | エンジェル・マルティーノ アメリカ合衆国 (USA)     |
| 2000 シドニー         | インヘ・デブルーイン オランダ (NED)               | テレーセ・アルシャマー スウェーデン (SWE)       | ジェニー・トンプソン アメリカ合衆国 (USA)         |
| 2000 シドニー         | インヘ・デブルーイン オランダ (NED)               | テレーセ・アルシャマー スウェーデン (SWE)       | ダラ・トーレス アメリカ合衆国 (USA)               |
| 2004 アテネ           | ジョディ・ヘンリー オーストラリア (AUS)           | インヘ・デブルーイン オランダ (NED)             | ナタリー・コーグリン アメリカ合衆国 (USA)         |
| 2008 北京             | ブリッタ・シュテフェン ドイツ (GER)               | リスベス・トリケット オーストラリア (AUS)       | ナタリー・コーグリン アメリカ合衆国 (USA)         |
| 2012 ロンドン         | ラノミ・クロモウィジョジョ オランダ (NED)         | アリアクサンドラ・ヘラシメニア ベラルーシ (BLR) | 唐奕 中国 (CHN)                                   |
| 2016 リオデジャネイロ | シモーネ・マニュエル アメリカ合衆国 (USA)         | 該当者なし                                      | サラ・ショーストレム スウェーデン (SWE)           |
| 2016 リオデジャネイロ | ペニー・オレクシアク カナダ (CAN)                 | 該当者なし                                      | サラ・ショーストレム スウェーデン (SWE)           |
| 2020 東京             | エマ・マキーオン オーストラリア (AUS)             | 何詩蓓 香港 (HKG)                               | ケイト・キャンベル オーストラリア (AUS)           |

### 200m自由形
| 大会名                | 金                                          | 銀                                                | 銅                                            |
| --------------------- | ------------------------------------------- | ------------------------------------------------- | --------------------------------------------- |
| 1968 メキシコシティ   | デビー・メイヤー アメリカ合衆国 (USA)       | ジェーン・ヘン アメリカ合衆国 (USA)               | ジェーン・バークマン アメリカ合衆国 (USA)     |
| 1972 ミュンヘン       | シェーン・グールド オーストラリア (AUS)     | シャーリー・ババショフ アメリカ合衆国 (USA)       | キーナ・ロスハマー アメリカ合衆国 (USA)       |
| 1976 モントリオール   | コルネリア・エンダー 東ドイツ (GDR)         | シャーリー・ババショフ アメリカ合衆国 (USA)       | エニト・ブリギッタ オランダ (NED)             |
| 1980 モスクワ         | バーバラ・クラウゼ 東ドイツ (GDR)           | イネス・ディールス 東ドイツ (GDR)                 | カルメラ・シュミット 東ドイツ (GDR)           |
| 1984 ロサンゼルス     | メアリー・ウェイト アメリカ合衆国 (USA)     | シンシア・ウッドヘッド アメリカ合衆国 (USA)       | アンネマリー・フェルスタッペン オランダ (NED) |
| 1988 ソウル           | ハイケ・フリードリヒ 東ドイツ (GDR)         | シルビア・ポル コスタリカ (CRC)                   | マヌエラ・シュテルマッハ 東ドイツ (GDR)       |
| 1992 バルセロナ       | ニコール・ヘイスレット アメリカ合衆国 (USA) | フランツィスカ・ファン・アルムジック ドイツ (GER) | ケルスティン・キールガス ドイツ (GER)         |
| 1996 アトランタ       | クラウディア・ポル コスタリカ (CRC)         | フランツィスカ・ファン・アルムジック ドイツ (GER) | ダグマル・ハーゼ ドイツ (GER)                 |
| 2000 シドニー         | スーザン・オニール オーストラリア (AUS)     | マルチナ・モラフコワ スロバキア (SVK)             | クラウディア・ポル コスタリカ (CRC)           |
| 2004 アテネ           | カメリア・ポテク ルーマニア (ROM)           | フェデリカ・ペレグリニ イタリア (ITA)             | ソレンヌ・フィーグ フランス (FRA)             |
| 2008 北京             | フェデリカ・ペレグリニ イタリア (ITA)       | サラ・イサコビッチ スロベニア (SLO)               | 龐佳穎 中国 (CHN)                             |
| 2012 ロンドン         | アリソン・シュミット アメリカ合衆国 (USA)   | カミーユ・ムファ フランス (FRA)                   | ブロンテ・バラット オーストラリア (AUS)       |
| 2016 リオデジャネイロ | ケイティ・レデッキー アメリカ合衆国 (USA)   | サラ・ショーストレム スウェーデン (SWE)           | エマ・マキーオン オーストラリア (AUS)         |
| 2020 東京             | アリアン・ティットマス オーストラリア (AUS) | 何詩蓓 香港 (HKG)                                 | ペニー・オレクシアク カナダ (CAN)             |

### 400m自由形
| 大会名                | 金                                              | 銀                                            | 銅                                          |
| --------------------- | ----------------------------------------------- | --------------------------------------------- | ------------------------------------------- |
| 1924 パリ             | マーサ・ノレリウス アメリカ合衆国 (USA)         | ヘレン・ウェインライト アメリカ合衆国 (USA)   | ゲートルード・エダーレ アメリカ合衆国 (USA) |
| 1928 アムステルダム   | マーサ・ノレリウス アメリカ合衆国 (USA)         | マリー・ブラウン オランダ (NED)               | ジョセフィン・マッキム アメリカ合衆国 (USA) |
| 1932 ロサンゼルス     | ヘレン・マディソン アメリカ合衆国 (USA)         | レノア・カイト アメリカ合衆国 (USA)           | ジェニー・マーカル 南アフリカ (RSA)         |
| 1936 ベルリン         | リー・マステンブルーク オランダ (NED)           | ランヒルド・ヴェガー デンマーク (DEN)         | レノア・カイト アメリカ合衆国 (USA)         |
| 1948 ロンドン         | アン・カーティス アメリカ合衆国 (USA)           | カレン・ハルプ デンマーク (DEN)               | キャサリン・ギブソン イギリス (GBR)         |
| 1952 ヘルシンキ       | ヴァレリア・ギエンジュ ハンガリー (HUN)         | エバ・ノヴァク ハンガリー (HUN)               | エヴェリン・カワモト アメリカ合衆国 (USA)   |
| 1956 メルボルン       | ロレイン・クラップ オーストラリア (AUS)         | ドーン・フレーザー オーストラリア (AUS)       | シルビア・ルースカ アメリカ合衆国 (USA)     |
| 1960 ローマ           | クリスチン・フォンサルツァ アメリカ合衆国 (USA) | ジェーン・セーデルクビスト スウェーデン (SWE) | ティネケ・ラゲルベルフ オランダ (NED)       |
| 1964 東京             | ジニー・デュエンケル アメリカ合衆国 (USA)       | マリリン・ラメノフスキー アメリカ合衆国 (USA) | テリー・スティックルズ アメリカ合衆国 (USA) |
| 1968 メキシコシティ   | デビー・メイヤー アメリカ合衆国 (USA)           | リンダ・グスタフソン アメリカ合衆国 (USA)     | カレン・モラス オーストラリア (AUS)         |
| 1972 ミュンヘン       | シェーン・グールド オーストラリア (AUS)         | ノヴェッラ・カリガリス イタリア (ITA)         | グドルン・ヴェグナー 東ドイツ (GDR)         |
| 1976 モントリオール   | ペトラ・チューマー 東ドイツ (GDR)               | シャーリー・ババショフ アメリカ合衆国 (USA)   | シャノン・スミス カナダ (CAN)               |
| 1980 モスクワ         | イネス・ディールス 東ドイツ (GDR)               | ペトラ・シュナイダー 東ドイツ (GDR)           | カルメラ・シュミット 東ドイツ (GDR)         |
| 1984 ロサンゼルス     | ティファニー・コーエン アメリカ合衆国 (USA)     | サラ・ハードキャッスル イギリス (GBR)         | ジューン・クロフト イギリス (GBR)           |
| 1988 ソウル           | ジャネット・エバンス アメリカ合衆国 (USA)       | ハイケ・フリードリヒ 東ドイツ (GDR)           | アンケ・メーリンク 東ドイツ (GDR)           |
| 1992 バルセロナ       | ダグマル・ハーゼ ドイツ (GER)                   | ジャネット・エバンス アメリカ合衆国 (USA)     | ヘイリー・ルイス オーストラリア (AUS)       |
| 1996 アトランタ       | ミシェル・スミス アイルランド (IRL)             | ダグマル・ハーゼ ドイツ (GER)                 | キルステン・フリオイス オランダ (NED)       |
| 2000 シドニー         | ブルック・ベネット アメリカ合衆国 (USA)         | ダイアナ・ムンツ アメリカ合衆国 (USA)         | クラウディア・ポル コスタリカ (CRC)         |
| 2004 アテネ           | ロール・マナドゥ フランス (FRA)                 | オティリア・イェジェイチャク ポーランド (POL) | ケイトリン・サンデノ アメリカ合衆国 (USA)   |
| 2008 北京             | レベッカ・アドリントン イギリス (GBR)           | ケイティ・ホフ アメリカ合衆国 (USA)           | ジョアン・ジャクソン イギリス (GBR)         |
| 2012 ロンドン         | カミーユ・ムファ フランス (FRA)                 | アリソン・シュミット アメリカ合衆国 (USA)     | レベッカ・アドリントン イギリス (GBR)       |
| 2016 リオデジャネイロ | ケイティ・レデッキー アメリカ合衆国 (USA)       | ジャスミン・カーリン イギリス (GBR)           | リア・スミス アメリカ合衆国 (USA)           |
| 2020 東京             | アリアン・ティットマス オーストラリア (AUS)     | ケイティ・レデッキー アメリカ合衆国 (USA)     | 李氷潔 中国 (CHN)                           |

### 800m自由形
| 大会名                | 金                                          | 銀                                            | 銅                                              |
| --------------------- | ------------------------------------------- | --------------------------------------------- | ----------------------------------------------- |
| 1968 メキシコシティ   | デビー・メイヤー アメリカ合衆国 (USA)       | パム・クルーズ アメリカ合衆国 (USA)           | マリア・テレサ・ラミレス メキシコ (MEX)         |
| 1972 ミュンヘン       | キーナ・ロスハマー アメリカ合衆国 (USA)     | シェーン・グールド オーストラリア (AUS)       | ノヴェッラ・カリガリス イタリア (ITA)           |
| 1976 モントリオール   | ペトラ・チューマー 東ドイツ (GDR)           | シャーリー・ババショフ アメリカ合衆国 (USA)   | ウェンディ・ウェインバーグ アメリカ合衆国 (USA) |
| 1980 モスクワ         | ミシェル・フォード オーストラリア (AUS)     | イネス・ディールス 東ドイツ (GDR)             | ハイケ・デーネ 東ドイツ (GDR)                   |
| 1984 ロサンゼルス     | ティファニー・コーエン アメリカ合衆国 (USA) | ミシェル・リチャードソン アメリカ合衆国 (USA) | サラ・ハードキャッスル イギリス (GBR)           |
| 1988 ソウル           | ジャネット・エバンス アメリカ合衆国 (USA)   | アストリッド・シュトラウス 東ドイツ (GDR)     | ジュリー・マクドナルド オーストラリア (AUS)     |
| 1992 バルセロナ       | ジャネット・エバンス アメリカ合衆国 (USA)   | ヘイリー・ルイス オーストラリア (AUS)         | ヤナ・ヘンケ ドイツ (GER)                       |
| 1996 アトランタ       | ブルック・ベネット アメリカ合衆国 (USA)     | ダグマル・ハゼ ドイツ (GER)                   | キルステン・フリオイス オランダ (NED)           |
| 2000 シドニー         | ブルック・ベネット アメリカ合衆国 (USA)     | ヤナ・クロチコワ ウクライナ (UKR)             | ケイトリン・サンデノ アメリカ合衆国 (USA)       |
| 2004 アテネ           | 柴田亜衣 日本 (JPN)                         | ロール・マナドゥ フランス (FRA)               | ダイアナ・ムンツ アメリカ合衆国 (USA)           |
| 2008 北京             | レベッカ・アドリントン イギリス (GBR)       | アレシア・フィリピ イタリア (ITA)             | ロッテ・フリース デンマーク (DEN)               |
| 2012 ロンドン         | ケイティ・レデッキー アメリカ合衆国 (USA)   | ミレイア・ベルモンテ・ガルシア スペイン (ESP) | レベッカ・アドリントン イギリス (GBR)           |
| 2016 リオデジャネイロ | ケイティ・レデッキー アメリカ合衆国 (USA)   | ジャスミン・カーリン イギリス (GBR)           | ボグラールカ・カパーシュ ハンガリー (HUN)       |
| 2020 東京             | ケイティ・レデッキー アメリカ合衆国 (USA)   | アリアン・ティットマス オーストラリア (AUS)   | シモーナ・クァダレッラ イタリア (ITA)           |

### 1500m自由形
| 大会名    | 金                                        | 銀                                    | 銅                          |
| --------- | ----------------------------------------- | ------------------------------------- | --------------------------- |
| 2020 東京 | ケイティ・レデッキー アメリカ合衆国 (USA) | エリカ・サリバン アメリカ合衆国 (USA) | ザラ・ケーラー ドイツ (GER) |

### 100m背泳ぎ
| 大会名                | 金                                          | 銀                                          | 銅                                                |
| --------------------- | ------------------------------------------- | ------------------------------------------- | ------------------------------------------------- |
| 1924 パリ             | シビル・バウアー アメリカ合衆国 (USA)       | フィリス・ハーディング イギリス (GBR)       | アイリーン・リギン アメリカ合衆国 (USA)           |
| 1928 アムステルダム   | マリー・ブラウン オランダ (NED)             | エレン・キング イギリス (GBR)               | ジョイス・クーパー イギリス (GBR)                 |
| 1932 ロサンゼルス     | エリナー・ホルム アメリカ合衆国 (USA)       | ボニー・ミーリング オーストラリア (AUS)     | エリザベス・デービス イギリス (GBR)               |
| 1936 ベルリン         | ニーダ・センフ オランダ (NED)               | リー・マステンブルーク オランダ (NED)       | アリス・ブリッジス アメリカ合衆国 (USA)           |
| 1948 ロンドン         | カレン・ハルプ デンマーク (DEN)             | スザンヌ・ジマーマン アメリカ合衆国 (USA)   | ジュディ＝ジョイ・デーヴィス オーストラリア (AUS) |
| 1952 ヘルシンキ       | ジョアン・ハリソン 南アフリカ (RSA)         | ヘールチェ・ヴィーレマ オランダ (NED)       | ジーン・スチュワート ニュージーランド (NZL)       |
| 1956 メルボルン       | ジュディー・グリナム イギリス (GBR)         | カーリン・コーン アメリカ合衆国 (USA)       | マーガレット・エドワーズ イギリス (GBR)           |
| 1960 ローマ           | リン・バーク アメリカ合衆国 (USA)           | ナタリー・スチュワード イギリス (GBR)       | 田中聡子 日本 (JPN)                               |
| 1964 東京             | キャシー・ファーガソン アメリカ合衆国 (USA) | クリスティーン・カロン フランス (FRA)       | ジニー・デュエンケル アメリカ合衆国 (USA)         |
| 1968 メキシコシティ   | ケイ・ホール アメリカ合衆国 (USA)           | エレイン・タナー カナダ (CAN)               | ジェーン・スワガーティ アメリカ合衆国 (USA)       |
| 1972 ミュンヘン       | メリッサ・ベローテ アメリカ合衆国 (USA)     | アンドレア・ギャルマチ ハンガリー (HUN)     | スーザン・アトウッド アメリカ合衆国 (USA)         |
| 1976 モントリオール   | ウルリケ・リヒター 東ドイツ (GDR)           | ビルギット・トライバー 東ドイツ (GDR)       | ナンシー・ガラピック カナダ (CAN)                 |
| 1980 モスクワ         | リカ・ライニシュ 東ドイツ (GDR)             | イナ・クレバー 東ドイツ (GDR)               | ペトラ・リーデル 東ドイツ (GDR)                   |
| 1984 ロサンゼルス     | テレサ・アンドリュース アメリカ合衆国 (USA) | ベッツィ・ミッチェル アメリカ合衆国 (USA)   | ヨランダ・デ・ローファー オランダ (NED)           |
| 1988 ソウル           | クリスティン・オットー 東ドイツ (GDR)       | クリスティーナ・エゲルセギ ハンガリー (HUN) | コルネリア・ジルヒ 東ドイツ (GDR)                 |
| 1992 バルセロナ       | クリスティーナ・エゲルセギ ハンガリー (HUN) | トゥンデ・サボー ハンガリー (HUN)           | リー・ラブレス アメリカ合衆国 (USA)               |
| 1996 アトランタ       | ベス・ボツフォード アメリカ合衆国 (USA)     | ホイットニー・ヘジペス アメリカ合衆国 (USA) | マリアンヌ・クリール 南アフリカ (RSA)             |
| 2000 シドニー         | ディアナ・モカヌ ルーマニア (ROM)           | 中村真衣 日本 (JPN)                         | ニーナ・ジバネフスカヤ スペイン (ESP)             |
| 2004 アテネ           | ナタリー・コーグリン アメリカ合衆国 (USA)   | カースティ・コベントリー ジンバブエ (ZIM)   | ロール・マナドゥ フランス (FRA)                   |
| 2008 北京             | ナタリー・コーグリン アメリカ合衆国 (USA)   | カースティ・コベントリー ジンバブエ (ZIM)   | マーガレット・ホルザー アメリカ合衆国 (USA)       |
| 2012 ロンドン         | メリッサ・フランクリン アメリカ合衆国 (USA) | エミリー・シーボーム オーストラリア (AUS)   | 寺川綾 日本 (JPN)                                 |
| 2016 リオデジャネイロ | ホッスー・カティンカ ハンガリー (HUN)       | キャスリーン・ベイカー アメリカ合衆国 (USA) | 傅園慧 中国 (CHN)                                 |
| 2016 リオデジャネイロ | ホッスー・カティンカ ハンガリー (HUN)       | キャスリーン・ベイカー アメリカ合衆国 (USA) | カイリー・マス カナダ (CAN)                       |
| 2020 東京             | ケーリー・マキオン オーストラリア (AUS)     | カイリー・マス カナダ (CAN)                 | レーガン・スミス アメリカ合衆国 (USA)             |

### 200m背泳ぎ
| 大会名                | 金                                          | 銀                                          | 銅                                              |
| --------------------- | ------------------------------------------- | ------------------------------------------- | ----------------------------------------------- |
| 1968 メキシコシティ   | リリアン・ワトソン アメリカ合衆国 (USA)     | エレイン・タナー カナダ (CAN)               | ケイ・ホール アメリカ合衆国 (USA)               |
| 1972 ミュンヘン       | メリッサ・ベローテ アメリカ合衆国 (USA)     | スーザン・アトウッド アメリカ合衆国 (USA)   | ドナ＝マリー・ガー カナダ (CAN)                 |
| 1976 モントリオール   | ウルリケ・リヒター 東ドイツ (GDR)           | ビルギット・トライバー 東ドイツ (GDR)       | ナンシー・ガラピック カナダ (CAN)               |
| 1980 モスクワ         | リカ・ライニシュ 東ドイツ (GDR)             | コルネリア・ポリト 東ドイツ (GDR)           | ビルギット・トライバー 東ドイツ (GDR)           |
| 1984 ロサンゼルス     | ヨランダ・デ・ローファー オランダ (NED)     | エイミー・ホワイト アメリカ合衆国 (USA)     | アネタ・パトラスキウ ルーマニア (ROM)           |
| 1988 ソウル           | クリスティーナ・エゲルセギ ハンガリー (HUN) | カトリン・ツィンマーマン 東ドイツ (GDR)     | コルネリア・ジルヒ 東ドイツ (GDR)               |
| 1992 バルセロナ       | クリスティーナ・エゲルセギ ハンガリー (HUN) | ダグマル・ハーゼ ドイツ (GER)               | ニコール・スティーブンソン オーストラリア (AUS) |
| 1996 アトランタ       | クリスティーナ・エゲルセギ ハンガリー (HUN) | ホイットニー・ヘジペス アメリカ合衆国 (USA) | カトリーン・ルント ドイツ (GER)                 |
| 2000 シドニー         | ディアナ・モカヌ ルーマニア (ROM)           | ロクサナ・マラシノー フランス (FRA)         | 中尾美樹 日本 (JPN)                             |
| 2004 アテネ           | カースティ・コベントリー ジンバブエ (ZIM)   | スタニスラワ・コマロワ ロシア (RUS)         | アンテ・ブッシュシュルテ ドイツ (GER)           |
| 2004 アテネ           | カースティ・コベントリー ジンバブエ (ZIM)   | スタニスラワ・コマロワ ロシア (RUS)         | 中村礼子 日本 (JPN)                             |
| 2008 北京             | カースティ・コベントリー ジンバブエ (ZIM)   | マーガレット・ホルザー アメリカ合衆国 (USA) | 中村礼子 日本 (JPN)                             |
| 2012 ロンドン         | メリッサ・フランクリン アメリカ合衆国 (USA) | アナスタシア・ズエワ ロシア (RUS)           | エリザベス・バイゼル アメリカ合衆国 (USA)       |
| 2016 リオデジャネイロ | マヤ・ディラード アメリカ合衆国 (USA)       | ホッスー・カティンカ ハンガリー (HUN)       | ヒラリー・コールドウェル カナダ (CAN)           |
| 2020 東京             | ケーリー・マキオン オーストラリア (AUS)     | カイリー・マス カナダ (CAN)                 | エミリー・シーボーム オーストラリア (AUS)       |

### 100m平泳ぎ
| 大会名                | 金                                          | 銀                                          | 銅                                                |
| --------------------- | ------------------------------------------- | ------------------------------------------- | ------------------------------------------------- |
| 1968 メキシコシティ   | ジュルジカ・ビエドフ ユーゴスラビア (YUG)   | ガリナ・プロズメンシコワ ソビエト連邦 (URS) | シャロン・ウィッチマン アメリカ合衆国 (USA)       |
| 1972 ミュンヘン       | キャサリン・カー アメリカ合衆国 (USA)       | ガリナ・プロズメンシコワ ソビエト連邦 (URS) | ベバリー・ウィットフィールド オーストラリア (AUS) |
| 1976 モントリオール   | ハンナロール・アンケ 東ドイツ (GDR)         | リューボフ・ルサノワ ソビエト連邦 (URS)     | マリーナ・コシェバヤ ソビエト連邦 (URS)           |
| 1980 モスクワ         | ウテ・ゲベニガー 東ドイツ (GDR)             | エルビラ・ワシリコワ ソビエト連邦 (URS)     | スザンヌ・ニールソン デンマーク (DEN)             |
| 1984 ロサンゼルス     | ペトラ・ファン・スタフェレン オランダ (NED) | アン・オッテンブライト カナダ (CAN)         | カトリーヌ・ポアロ フランス (FRA)                 |
| 1988 ソウル           | タニア・ダンガラコバ ブルガリア (BUL)       | アントワネッタ・フレンケバ ブルガリア (BUL) | シルケ・ヘルナー 東ドイツ (GDR)                   |
| 1992 バルセロナ       | エレナ・ルドコフスカヤ EUN (EUN)            | アニタ・ノール アメリカ合衆国 (USA)         | サマンサ・ライリー オーストラリア (AUS)           |
| 1996 アトランタ       | ペネローペ・ヘインズ 南アフリカ (RSA)       | アマンダ・ビアード アメリカ合衆国 (USA)     | サマンサ・ライリー オーストラリア (AUS)           |
| 2000 シドニー         | メーガン・クワン アメリカ合衆国 (USA)       | リーゼル・ジョーンズ オーストラリア (AUS)   | ペネローペ・ヘインズ 南アフリカ (RSA)             |
| 2004 アテネ           | 羅雪娟 中国 (CHN)                           | ブルック・ハンソン オーストラリア (AUS)     | リーゼル・ジョーンズ オーストラリア (AUS)         |
| 2008 北京             | リーゼル・ジョーンズ オーストラリア (AUS)   | レベッカ・ソニ アメリカ合衆国 (USA)         | ミルナ・ユキッチ オーストリア (AUT)               |
| 2012 ロンドン         | ルタ・メイルティテ リトアニア (LTU)         | レベッカ・ソニ アメリカ合衆国 (USA)         | 鈴木聡美 日本 (JPN)                               |
| 2016 リオデジャネイロ | リリー・キング アメリカ合衆国 (USA)         | ユリア・エフィモワ ロシア (RUS)             | ケイティ・マイリ アメリカ合衆国 (USA)             |
| 2020 東京             | リディア・ジャコビー アメリカ合衆国 (USA)   | タチアナ・スクンマーカー 南アフリカ (RSA)   | リリー・キング アメリカ合衆国 (USA)               |

### 200m平泳ぎ
| 大会名                | 金                                                | 銀                                                | 銅                                                |
| --------------------- | ------------------------------------------------- | ------------------------------------------------- | ------------------------------------------------- |
| 1924 パリ             | ルーシー・モートン イギリス (GBR)                 | アグネス・ゲラーティ アメリカ合衆国 (USA)         | グラディス・カーソン イギリス (GBR)               |
| 1928 アムステルダム   | ヒルデガルト・シュレーダー ドイツ (GER)           | マリー・バロン オランダ (NED)                     | ロッテ・ミューエ ドイツ (GER)                     |
| 1932 ロサンゼルス     | クレア・デニス オーストラリア (AUS)               | 前畑秀子 日本 (JPN)                               | エルス・ヤコブセン デンマーク (DEN)               |
| 1936 ベルリン         | 前畑秀子 日本 (JPN)                               | マルタ・ゲネンゲル ドイツ (GER)                   | インゲ・セーレンセン デンマーク (DEN)             |
| 1948 ロンドン         | ペトロネッラ・ファン・フリート オランダ (NED)     | ナンシー・ライオンズ オーストラリア (AUS)         | エバ・ノヴァク ハンガリー (HUN)                   |
| 1952 ヘルシンキ       | エバ・セーケイ ハンガリー (HUN)                   | エバ・ノヴァク ハンガリー (HUN)                   | エレナー・ゴードン イギリス (GBR)                 |
| 1956 メルボルン       | ウルスラ・ハッペ 東西統一ドイツ (EUA)             | エバ・セーケイ ハンガリー (HUN)                   | エバ＝マリア・テン・エルセン 東西統一ドイツ (EUA) |
| 1960 ローマ           | アニータ・ロンズボロー イギリス (GBR)             | ヴィルトルート・ウルセルマン 東西統一ドイツ (EUA) | バルバラ・ゲーベル 東西統一ドイツ (EUA)           |
| 1964 東京             | ガリナ・プロズメンシコワ ソビエト連邦 (URS)       | クラウディア・コルブ アメリカ合衆国 (USA)         | スベトラーナ・ババニナ ソビエト連邦 (URS)         |
| 1968 メキシコシティ   | シャロン・ウィクマン アメリカ合衆国 (USA)         | ジュルジカ・ビエドフ ユーゴスラビア (YUG)         | ガリナ・プロズメンシコワ ソビエト連邦 (URS)       |
| 1972 ミュンヘン       | ベバリー・ウィットフィールド オーストラリア (AUS) | ダナ・シェーンフィールド アメリカ合衆国 (USA)     | ガリナ・プロズメンシコワ ソビエト連邦 (URS)       |
| 1976 モントリオール   | マリーナ・コシェバヤ ソビエト連邦 (URS)           | マリナ・ユルチェニア ソビエト連邦 (URS)           | リューボフ・ルサノワ ソビエト連邦 (URS)           |
| 1980 モスクワ         | リナ・カチュシテ ソビエト連邦 (URS)               | スベトラーナ・バルガノワ ソビエト連邦 (URS)       | ユリヤ・ボグダノワ ソビエト連邦 (URS)             |
| 1984 ロサンゼルス     | アン・オッテンブライト カナダ (CAN)               | スーザン・ラップ アメリカ合衆国 (USA)             | イングリッド・ランペラー ベルギー (BEL)           |
| 1988 ソウル           | シルケ・ヘルナー 東ドイツ (GDR)                   | 黄暁敏 中国 (CHN)                                 | アントワネッタ・フレンケバ ブルガリア (BUL)       |
| 1992 バルセロナ       | 岩崎恭子 日本 (JPN)                               | 林莉 中国 (CHN)                                   | アニタ・ノール アメリカ合衆国 (USA)               |
| 1996 アトランタ       | ペネローペ・ヘインズ 南アフリカ (RSA)             | アマンダ・ビアード アメリカ合衆国 (USA)           | アグネス・コバチ ハンガリー (HUN)                 |
| 2000 シドニー         | アグネス・コバチ ハンガリー (HUN)                 | クリスティ・コワル アメリカ合衆国 (USA)           | アマンダ・ビアード アメリカ合衆国 (USA)           |
| 2004 アテネ           | アマンダ・ビアード アメリカ合衆国 (USA)           | リーゼル・ジョーンズ オーストラリア (AUS)         | アンネ・ポレスカ ドイツ (GER)                     |
| 2008 北京             | レベッカ・ソニ アメリカ合衆国 (USA)               | リーゼル・ジョーンズ オーストラリア (AUS)         | サラ・ノルデンスタム ノルウェー (NOR)             |
| 2012 ロンドン         | レベッカ・ソニ アメリカ合衆国 (USA)               | 鈴木聡美 日本 (JPN)                               | ユリア・エフィモワ ロシア (RUS)                   |
| 2016 リオデジャネイロ | 金藤理絵 日本 (JPN)                               | ユリア・エフィモワ ロシア (RUS)                   | 史婧琳 中国 (CHN)                                 |
| 2020 東京             | タチアナ・スクンマーカー 南アフリカ (RSA)         | リリー・キング アメリカ合衆国 (USA)               | アニー・レーザー アメリカ合衆国 (USA)             |

### 100mバタフライ
| 大会名                | 金                                              | 銀                                                  | 銅                                              |
| --------------------- | ----------------------------------------------- | --------------------------------------------------- | ----------------------------------------------- |
| 1956 メルボルン       | シェリー・マン アメリカ合衆国 (USA)             | ナンシー・ラメイ アメリカ合衆国 (USA)               | メリー・ジェーン・シアーズ アメリカ合衆国 (USA) |
| 1960 ローマ           | キャロリン・シューラー アメリカ合衆国 (USA)     | マリアンネ・ヘームスケルク オランダ (NED)           | ジャニス・アンドリュー オーストラリア (AUS)     |
| 1964 東京             | シャロン・スタウダー アメリカ合衆国 (USA)       | アダ・コック オランダ (NED)                         | キャスリーン・エリス アメリカ合衆国 (USA)       |
| 1968 メキシコシティ   | リン・マックレメンツ オーストラリア (AUS)       | エリー・ダニエル アメリカ合衆国 (USA)               | スーザン・シールズ アメリカ合衆国 (USA)         |
| 1972 ミュンヘン       | 青木まゆみ 日本 (JPN)                           | ロスヴィータ・バイヤー 東ドイツ (GDR)               | アンドレア・ギャルマチ ハンガリー (HUN)         |
| 1976 モントリオール   | コルネリア・エンダー 東ドイツ (GDR)             | アンドレア・ポラック 東ドイツ (GDR)                 | ウェンディ・ボグリオリ アメリカ合衆国 (USA)     |
| 1980 モスクワ         | カレン・メチュク 東ドイツ (GDR)                 | アンドレア・ポラック 東ドイツ (GDR)                 | クリスチャン・クナッケ 東ドイツ (GDR)           |
| 1984 ロサンゼルス     | メアリー・マーハー アメリカ合衆国 (USA)         | ジェナ・ジョンソン アメリカ合衆国 (USA)             | カリン・ザイク 西ドイツ (FRG)                   |
| 1988 ソウル           | クリスティン・オットー 東ドイツ (GDR)           | ビルテ・ヴァイガング 東ドイツ (GDR)                 | 銭紅 中国 (CHN)                                 |
| 1992 バルセロナ       | 銭紅 中国 (CHN)                                 | クリッシー・アーマン＝レイトン アメリカ合衆国 (USA) | カトリーヌ・プレビンスキー フランス (FRA)       |
| 1996 アトランタ       | エイミー・ヴァン・ダイケン アメリカ合衆国 (USA) | 劉黎敏 中国 (CHN)                                   | エンジェル・マルティーノ アメリカ合衆国 (USA)   |
| 2000 シドニー         | インヘ・デブルーイン オランダ (NED)             | マルチナ・モラフコワ スロバキア (SVK)               | ダラ・トーレス アメリカ合衆国 (USA)             |
| 2004 アテネ           | ペトリア・トーマス オーストラリア (AUS)         | オティリア・イェジェイチャク ポーランド (POL)       | インヘ・デブルーイン オランダ (NED)             |
| 2008 北京             | リスベス・トリケット オーストラリア (AUS)       | クリスティン・マグナソン アメリカ合衆国 (USA)       | ジェシカ・シッパー オーストラリア (AUS)         |
| 2012 ロンドン         | ダナ・ボルマー アメリカ合衆国 (USA)             | 陸瀅 中国 (CHN)                                     | アリシア・クーツ オーストラリア (AUS)           |
| 2016 リオデジャネイロ | サラ・ショーストレム スウェーデン (SWE)         | ペニー・オレクシアク カナダ (CAN)                   | ダナ・ボルマー アメリカ合衆国 (USA)             |
| 2020 東京             | マーガレット・マクニール カナダ (CAN)           | 張雨霏 中国 (CHN)                                   | エマ・マキーオン オーストラリア (AUS)           |

### 200mバタフライ
| 大会名                | 金                                            | 銀                                            | 銅                                        |
| --------------------- | --------------------------------------------- | --------------------------------------------- | ----------------------------------------- |
| 1968 メキシコシティ   | アダ・コック オランダ (NED)                   | ヘルガ・リンドナー 東ドイツ (GDR)             | エリー・ダニエル アメリカ合衆国 (USA)     |
| 1972 ミュンヘン       | カレン・モー アメリカ合衆国 (USA)             | リン・コレラ アメリカ合衆国 (USA)             | エリー・ダニエル アメリカ合衆国 (USA)     |
| 1976 モントリオール   | アンドレア・ポラック 東ドイツ (GDR)           | ウルリケ・タウバー 東ドイツ (GDR)             | ローズマリー・ガブリエル 東ドイツ (GDR)   |
| 1980 モスクワ         | イネス・ガイスラー 東ドイツ (GDR)             | ジビレ・シェーンロック 東ドイツ (GDR)         | ミシェル・フォード オーストラリア (AUS)   |
| 1984 ロサンゼルス     | メアリー・マーハー アメリカ合衆国 (USA)       | カレン・フィリップス オーストラリア (AUS)     | イナ・バイエルマン 西ドイツ (FRG)         |
| 1988 ソウル           | カトリーン・ノルト 東ドイツ (GDR)             | ビルテ・ヴァイガング 東ドイツ (GDR)           | メアリー・マーハー アメリカ合衆国 (USA)   |
| 1992 バルセロナ       | サマー・サンダース アメリカ合衆国 (USA)       | 王暁紅 中国 (CHN)                             | スーザン・オニール オーストラリア (AUS)   |
| 1996 アトランタ       | スーザン・オニール オーストラリア (AUS)       | ペトリア・トーマス オーストラリア (AUS)       | ミシェル・スミス アイルランド (IRL)       |
| 2000 シドニー         | ミスティ・ハイマン アメリカ合衆国 (USA)       | スーザン・オニール オーストラリア (AUS)       | ペトリア・トーマス オーストラリア (AUS)   |
| 2004 アテネ           | オティリア・イェジェイチャク ポーランド (POL) | ペトリア・トーマス オーストラリア (AUS)       | 中西悠子 日本 (JPN)                       |
| 2008 北京             | 劉子歌 中国 (CHN)                             | 焦劉洋 中国 (CHN)                             | ジェシカ・シッパー オーストラリア (AUS)   |
| 2012 ロンドン         | 焦劉洋 中国 (CHN)                             | ミレイア・ベルモンテ・ガルシア スペイン (ESP) | 星奈津美 日本 (JPN)                       |
| 2016 リオデジャネイロ | ミレイア・ベルモンテ・ガルシア スペイン (ESP) | マデリン・グローヴス オーストラリア (AUS)     | 星奈津美 日本 (JPN)                       |
| 2020 東京             | 張雨霏 中国 (CHN)                             | レーガン・スミス アメリカ合衆国 (USA)         | ハリ・フリッキンガー アメリカ合衆国 (USA) |

### 200m個人メドレー
| 大会名                | 金                                            | 銀                                          | 銅                                            |
| --------------------- | --------------------------------------------- | ------------------------------------------- | --------------------------------------------- |
| 1968 メキシコシティ   | クラウディア・コルブ アメリカ合衆国 (USA)     | スーザン・ペダーセン アメリカ合衆国 (USA)   | ジェーン・ヘン アメリカ合衆国 (USA)           |
| 1972 ミュンヘン       | シェーン・グールド オーストラリア (AUS)       | コルネリア・エンダー 東ドイツ (GDR)         | リン・ビダリ アメリカ合衆国 (USA)             |
| 1976-1980             | 実施せず                                      | 実施せず                                    | 実施せず                                      |
| 1984 ロサンゼルス     | トレーシー・コールキンズ アメリカ合衆国 (USA) | ナンシー・ホグスヘッド アメリカ合衆国 (USA) | ミシェル・ピアソン オーストラリア (AUS)       |
| 1988 ソウル           | ダニエラ・フンガー 東ドイツ (GDR)             | エレナ・デンデベロワ ソビエト連邦 (URS)     | ノエミ・ルング ルーマニア (ROM)               |
| 1992 バルセロナ       | 林莉 中国 (CHN)                               | サマー・サンダース アメリカ合衆国 (USA)     | ダニエラ・フンガー ドイツ (GER)               |
| 1996 アトランタ       | ミシェル・スミス アイルランド (IRL)           | マリアンヌ・リンパート カナダ (CAN)         | 林莉 中国 (CHN)                               |
| 2000 シドニー         | ヤナ・クロチコワ ウクライナ (UKR)             | ベアトリス・カシュラル ルーマニア (ROM)     | クリスティナ・トイシャー アメリカ合衆国 (USA) |
| 2004 アテネ           | ヤナ・クロチコワ ウクライナ (UKR)             | アマンダ・ビアード アメリカ合衆国 (USA)     | カースティ・コベントリー ジンバブエ (ZIM)     |
| 2008 北京             | ステファニー・ライス オーストラリア (AUS)     | カースティ・コベントリー ジンバブエ (ZIM)   | ナタリー・コーグリン アメリカ合衆国 (USA)     |
| 2012 ロンドン         | 葉詩文 中国 (CHN)                             | アリシア・クーツ オーストラリア (AUS)       | ケイトリン・レブレンツ アメリカ合衆国 (USA)   |
| 2016 リオデジャネイロ | ホッスー・カティンカ ハンガリー (HUN)         | シボーン・マリエ・オコナー イギリス (GBR)   | マヤ・ディラード アメリカ合衆国 (USA)         |
| 2020 東京             | 大橋悠依 日本 (JPN)                           | アレックス・ウォルシュ アメリカ合衆国 (USA) | ケート・ダグラス アメリカ合衆国 (USA)         |

### 400m個人メドレー
| 大会名                | 金                                            | 銀                                        | 銅                                            |
| --------------------- | --------------------------------------------- | ----------------------------------------- | --------------------------------------------- |
| 1964 東京             | ドナ・デバロナ アメリカ合衆国 (USA)           | シャノン・フィネラン アメリカ合衆国 (USA) | マーサ・ランダール アメリカ合衆国 (USA)       |
| 1968 メキシコシティ   | クラウディア・コルブ アメリカ合衆国 (USA)     | リン・ビダリ アメリカ合衆国 (USA)         | ザビーネ・シュタインバッハ 東ドイツ (GDR)     |
| 1972 ミュンヘン       | ゲイル・ニール オーストラリア (AUS)           | レスリー・クリフ カナダ (CAN)             | ノヴェッラ・カリガリス イタリア (ITA)         |
| 1976 モントリオール   | ウルリケ・タウバー 東ドイツ (GDR)             | シェリル・ギブソン カナダ (CAN)           | ベッキー・スミス カナダ (CAN)                 |
| 1980 モスクワ         | ペトラ・シュナイダー 東ドイツ (GDR)           | シャロン・デービス イギリス (GBR)         | アグニェシュカ・チョペク ポーランド (POL)     |
| 1984 ロサンゼルス     | トレーシー・コールキンズ アメリカ合衆国 (USA) | スザンヌ・ランデルス オーストラリア (AUS) | ペトラ・ツィンドラー 西ドイツ (FRG)           |
| 1988 ソウル           | ジャネット・エバンス アメリカ合衆国 (USA)     | ノエミ・ルング ルーマニア (ROM)           | ダニエラ・フンガー 東ドイツ (GDR)             |
| 1992 バルセロナ       | クリスティーナ・エゲルセギ ハンガリー (HUN)   | 林莉 中国 (CHN)                           | サマー・サンダース アメリカ合衆国 (USA)       |
| 1996 アトランタ       | ミシェル・スミス アイルランド (IRL)           | アリソン・ワグナー アメリカ合衆国 (USA)   | クリスティーナ・エゲルセギ ハンガリー (HUN)   |
| 2000 シドニー         | ヤナ・クロチコワ ウクライナ (UKR)             | 田島寧子 日本 (JPN)                       | ベアトリス・カシュラル ルーマニア (ROM)       |
| 2004 アテネ           | ヤナ・クロチコワ ウクライナ (UKR)             | ケイトリン・サンデノ アメリカ合衆国 (USA) | ヘオルヒナ・バルダチ アルゼンチン (ARG)       |
| 2008 北京             | ステファニー・ライス オーストラリア (AUS)     | カースティ・コベントリー ジンバブエ (ZIM) | ケイティ・ホフ アメリカ合衆国 (USA)           |
| 2012 ロンドン         | 葉詩文 中国 (CHN)                             | エリザベス・バイゼル アメリカ合衆国 (USA) | 李玄旭 中国 (CHN)                             |
| 2016 リオデジャネイロ | ホッスー・カティンカ ハンガリー (HUN)         | マヤ・ディラード アメリカ合衆国 (USA)     | ミレイア・ベルモンテ・ガルシア スペイン (ESP) |
| 2020 東京             | 大橋悠依 日本 (JPN)                           | エマ・ウェイアント アメリカ合衆国 (USA)   | ハリ・フリッキンガー アメリカ合衆国 (USA)     |

### 4 × 100m自由形リレー
| 大会名                | 金 | 銀 | 銅 |
| --------------------- | --- | --- | --- |
| 1912 ストックホルム   | イギリス ベル・ムーア ジェニー・フレッチャー アニー・スパーズ アイリーン・スティア                                                                            | ドイツ ヴァリー・ドレッセル ルイーズ・オットー ヘルミーネ・スティント グレーテ・ローゼンベルグ                                                          | オーストリア マルガレーテ・アードラー クララ・ミルヒ ヨゼフィーネ・シュティッカー ベルタ・ツァホーレク                                                   |
| 1920 アントワープ     | アメリカ合衆国 マーガレット・ウッドブリッジ フランシス・シュロス アイリーン・ゲスト エセルダ・ブレーブトリー                                                  | イギリス ヒルダ・ジェームス コンスタンス・ジーンズ シャーロット・ラドクリフ グレース・マッケンジー                                                      | スウェーデン アイナ・バーリ エミー・マクノー カリン・ニルソン ヤン・ギリン                                                                               |
| 1924 パリ             | アメリカ合衆国 ユーフラジア・ドネリー ゲートルード・エダーレ エセル・ラッキー マリシェン・ウェスロウ                                                          | イギリス フローレンス・バーカー コンスタンス・ジーンズ グレース・マッケンジー ベラ・タナー                                                              | スウェーデン アイナ・バーリ グルリ・エーヴェルンド ヴィヴァン・ペッテション ヨルディス・トペル                                                           |
| 1928 アムステルダム   | アメリカ合衆国 アデレイド・ランバート アルビナ・オシポウィッチ エレノア・ギャラッティ マーサ・ノレリウス                                                      | イギリス マーガレット・クーパー ベラ・タナー サラ・スチュワート エレン・キング                                                                          | 南アフリカ ローダ・レニー フレディー・バン・デル・ゴーズ マリー・レッドフォード キャスリーン・ラッセル                                                   |
| 1932 ロサンゼルス     | アメリカ合衆国 ヘレン・ジョンズ エレノア・ギャラッティ ジョセフィン・マッキム ヘレン・マディソン                                                              | オランダ ビリー・デンオーデン プック・オーヴェスロート コリー・ラデ マリア・フェイルダーハ                                                              | イギリス マーガレット・クーパー エリザベス・デービス エドナ・ヒューズ ヘレン・バーコー                                                                   |
| 1936 ベルリン         | オランダ ジョピー・セルバック チニ・ワグナー ビリー・デンオーデン リー・マステンブルーク                                                                      | ドイツ ルース・ハルブスグート レーニ・ローマル インゲボルク・シュミッツ ギーゼラ・アーレント                                                            | アメリカ合衆国 キャサリン・ロールズ バーニス・ラップ メイビス・フリーマン オリーブ・マッキーン                                                           |
| 1948 ロンドン         | アメリカ合衆国 マリー・コリドン セルマ・カラマ ブレンダ・ヘルザー アン・カーティス                                                                            | デンマーク エヴァ・リース カレン・ハルプ グレタ・アンデルセン フリッツェ・カシュテンセン                                                                | オランダ イルマ・ヘイティング＝シューマッハー マルゴット・マルスマン マリー・ルイーズ・ファエセン ハニー・テルミューレン                                 |
| 1952 ヘルシンキ       | ハンガリー ノヴァーク・イロナ テメシュ・ユディット ノヴァーク・エーヴァ カタリン・ソーケ                                                                      | オランダ マリー・ルイーズ・ファエセン コーシェ・ヴァン・ヴォーン ハニー・テルミューレン イルマ・ヘイティング＝シューマッハー                            | アメリカ合衆国 ジャッキー・ラヴィーン マリリー・ステパン ジョディ・アルダーソン エヴェリン・カワモト                                                     |
| 1956 メルボルン       | オーストラリア ドーン・フレーザー フェイス・リーチ サンドラ・モーガン ロレイン・クラップ                                                                      | アメリカ合衆国 シルビア・ルースカ シェリー・マン ナンシー・シモンズ ジョディ・アルダーソン                                                              | 南アフリカ ナタリー・マイボロー スーザン・ロバーツ モイラ・アバーネシー ジャネット・マイバラー                                                           |
| 1960 ローマ           | アメリカ合衆国 ジョアン・スピレイン シャーリー・ストブス キャロリン・ウッド クリスチン・フォンサルツァ                                                        | オーストラリア ドーン・フレーザー イルザ・コンラッズ ロレイン・クラップ アルバ・コルクホーン                                                            | 東西統一ドイツ クリステル・シュテフィン ハイディ・ペヒシュタイン ギーゼラ・ヴァイス ウルゼル・ブルナー                                                   |
| 1964 東京             | アメリカ合衆国 シャロン・スタウダー ドナ・デバロナ リリアン・ワトソン キャスリーン・エリス                                                                    | オーストラリア ロビン・ソーン ジャニス・マーフィー リネット・ベル ドーン・フレーザー                                                                    | オランダ ポーリーナ・ヴァン・デル・ヴィルト トース・ベーメル ヴィニー・ヴァン・ヴェールデンブルフ エリカ・テルプストラ                                   |
| 1968 メキシコシティ   | アメリカ合衆国 ジェーン・バークマン リンダ・グスタフソン スーザン・ペダーセン ジェーン・ヘン                                                                  | 東ドイツ ガブリエレ・ヴェッツコ ロズヴィータ・クラウゼ ウータ・シュムック ガブリエレ・ペルテス                                                          | カナダ アンジェラ・コクラン マリリン・コーソン エレイン・タナー マリオン・レイ                                                                           |
| 1972 ミュンヘン       | アメリカ合衆国 シャーリー・ババショフ ジェーン・バークマン ジェニー・ケンプ サンドラ・ニールソン                                                              | 東ドイツ アンドレア・アイフェ コルネリア・エンダー エルケ・ゼーミッシュ ガブリエレ・ヴェッツコ                                                          | 西ドイツ グートルーン・ベックマン ハイデマリー・ライネック アンゲラ・スタインバッハ ユッタ・ヴェーバー                                                   |
| 1976 モントリオール   | アメリカ合衆国 キム・ペイトン ジル・スターケル シャーリー・ババショフ ウェンディ・ボグリオリ                                                                  | 東ドイツ ペトラ・プリーマー コルネリア・エンダー クラウディア・ヘンペル アンドレア・ポラック                                                            | カナダ ベッキー・スミス ゲイル・アマンドラッド バーバラ・クラーク アン・ジャーディン                                                                     |
| 1980 モスクワ         | 東ドイツ バーバラ・クラウゼ カレン・メチュク イネス・ディールス サリナ・フルセンベック                                                                        | スウェーデン カリーナ・リュングダール ティナ・グスタフソン アグネータ・モルテンソン アグネータ・エリクソン                                              | オランダ コニー・ファンベントゥム ウィルマ・ファンフェルセン レジー・デヨング アンネリース・マース                                                       |
| 1984 ロサンゼルス     | アメリカ合衆国 ジェナ・ジョンソン カロリン・スタインサイファー ダラ・トーレス ナンシー・ホグスヘッド                                                          | オランダ アンネマリー・フェルスタッペン デシ・レイエルス エレス・フォスケス コニー・ファンベントゥム                                                    | 西ドイツ イリス・チェーペ スザンヌ・シュスター クリスティアーネ・ピールケ カリン・ザイク                                                                 |
| 1988 ソウル           | 東ドイツ クリスティン・オットー カトリン・マイスナー ダニエラ・フンガー マヌエラ・シュテルマッハ                                                              | オランダ マリアンネ・ムイス ミルドレッド・ムイス コニー・ファンベントゥム カリン・ブリエンネッセ                                                        | アメリカ合衆国 メアリー・ウェイト ミッチ・クレマー ローラ・ウォーカー ダラ・トーレス                                                                     |
| 1992 バルセロナ       | アメリカ合衆国 ニコール・ヘイスレット エンジェル・マルティーノ ジェニー・トンプソン ダラ・トーレス アシュリー・タッピン クリッシー・アーマン＝レイトン        | 中国 楽靖宜 呂彬 荘泳 楊文意 趙坤 | ドイツ フランツィスカ・ファン・アルムジック ダニエラ・フンガー シモーネ・オシグス マヌエラ・シュテルマッハ ケルスティン・キールガス アネッテ・ハディング |
| 1996 アトランタ       | アメリカ合衆国 エンジェル・マルティーノ エイミー・ヴァン・ダイケン キャサリン・フォックス ジェニー・トンプソン リサ・ジェイコブ メラニー・バレリオ            | 中国 楽靖宜 晁娜 年芸 単鶯 | ドイツ サンドラ・フォルカー シモーネ・オシグス アンテ・ブッシュシュルテ フランツィスカ・ファン・アルムジック メイケ・フライターク                        |
| 2000 シドニー         | アメリカ合衆国 エイミー・ヴァン・ダイケン コートニー・シェリー ジェニー・トンプソン ダラ・トーレス エリン・フェニックス アシュリー・タッピン                  | オランダ マノン・ファン・ローアイエン ウィルマ・ファン・ライン インヘ・デブルーイン タマー・ヘンネケン ハンタル・フロート                               | スウェーデン ヨハンナ・ショーベリ テレーセ・アルシャマー ルイーゼ・ヨンケ アンナ＝カリン・カメルリンク ヨセフィン・リルハーゲ マリン・スファンストレム   |
| 2004 アテネ           | オーストラリア アリス・ミルズ リスベス・レントン ペトリア・トーマス ジョディ・ヘンリー サラ・ライアン                                                         | アメリカ合衆国 カラ・リン・ジョイス ナタリー・コーグリン アマンダ・ウィアー ジェニー・トンプソン リンゼイ・ベンコ マリッツァ・コレイア コリーン・レーン | オランダ シャンタル・フロート インヘ・デッカー マルリーン・フェルトハイス インヘ・デブルーイン アナベル・コステン                                        |
| 2008 北京             | オランダ インヘ・デッケル ラノミ・クロモウィジョヨ フェムケ・ヘームスケルク マルリーン・フェルトハイス ヒンケリエン・シュラウダー マノン・ファン・ルーイエン  | アメリカ合衆国 ナタリー・コーグリン ダラ・トーレス カラ・リン・ジョイス レイシー・ナイマイヤー エミリー・シルバー ジュリア・スミット                    | オーストラリア ケイト・キャンベル アリス・ミルズ メラニー・シュランガー リスベス・トリケット シェーン・リース                                            |
| 2012 ロンドン         | オーストラリア アリシア・クーツ ケイト・キャンベル ブリタニー・エルムスリー メラニー・シュランガー エミリー・シーボーム ヨレイン・ククラ リスベス・トリケット | オランダ インヘ・デッケル マルリーン・フェルトハイス フェムケ・ヘームスケルク ラノミ・クロモウィジョジョ ヒンケリーン・シュルーダー                     | アメリカ合衆国 ミッシー・フランクリン ジェシカ・ハーディ リア・ニール アリソン・シュミット アマンダ・ウィアー ナタリー・コーグリン                       |
| 2016 リオデジャネイロ | オーストラリア エマ・マキーオン ブリタニー・エルムスリー ブロンテ・キャンベル ケイト・キャンベル マディソン・ウィルソン                                       | アメリカ合衆国 シモーネ・マニュエル アビー・ワイツェル ダナ・ボルマー ケイティ・レデッキー アマンダ・ウィアー リア・ニール アリソン・シュミット         | カナダ サンドリーヌ・マンビル チャンタル・ヴァン・ランドゲム テイラー・ラック ペニー・オレクシアク ミシェル・ウィリアムズ                                |
| 2020 東京             | オーストラリア ブロンテ・キャンベル メグ・ハリス エマ・マキーオン ケイト・キャンベル モリー・オキャラハン マディソン・ウィルソン                              | カナダ ケーラ・サンチェス マーガレット・マクニール レベッカ・スミス ペニー・オレクシアク テイラー・ラック                                               | アメリカ合衆国 エリカ・ブラウン アビー・ワイツェル ナタリー・ハインズ シモーン・マニュエル オリビア・スモリガ ケイティ・ド・ルーフ アリソン・シュミット  |

- 1992年より予選のみに出場の選手にもメダルが授与される。

### 4 × 200m自由形リレー
| 大会名                | 金 | 銀 | 銅 |
| --------------------- | --- | --- | --- |
| 1996 アトランタ       | アメリカ合衆国 トリナ・ジャクソン クリスティナ・トイシャー シェリア・タオミナ ジェニー・トンプソン リサ・ジェイコブ アネット・サルミーン アシュリー・ホイットニー                        | ドイツ フランツィスカ・ファン・アルムジック ケルスティン・キールガス アンケ・ショルツ ダグマル・ハーゼ マイケ・フライターク シモーネ・オシグス                                       | オーストラリア ジュリア・グレビル ニコール・スティーブンソン エマ・ジョンソン スーザン・オニール リス・マッキー                                                          |
| 2000 シドニー         | アメリカ合衆国 ダイアナ・ムンツ ジェニー・トンプソン サマンサ・アーセノールト リンゼイ・ベンコ ジュリア・スタワーズ キム・ブラック                                                       | オーストラリア ジャーン・ルーニー ペトリア・トーマス カーステン・トムソン スーザン・オニール ジャシンタ・ヴァン・リント エルカ・グラハム                                             | ドイツ フランツィスカ・ファン・アルムジック アンテ・ブッシュシュルテ サラ・ハースティック ケルスティン・キールガス マイケ・フライターク ブリッタ・シュテフェン           |
| 2004 アテネ           | アメリカ合衆国 ナタリー・コーグリン カーリー・パイパー ダナ・ボルマー ケイトリン・サンデノ リンゼイ・ベンコ リー・ジェフリー レイチェル・コミサーズ                                      | 中国 朱穎文 徐妍瑋 楊雨 程嘉茹 李季 | ドイツ フランツィスカ・ファン・アルムジック ペトラ・ダルマン アンテ・ブッシュシュルテ ハナ・シュトックバウアー ヤニナ・ゲーツ サラ・ハースティック                       |
| 2008 北京             | オーストラリア ステファニー・ライス ブロンテ・バラット カイリー・パーマー リンダ・マッケンジー フェリシティ・ガルベス アンジー・ベインブリッジ メラニー・シュランガー ララ・ダベンポート | 中国 楊雨 朱倩蔚 譚淼 龐佳穎 湯景之 | アメリカ合衆国 アリソン・シュミット ナタリー・コーグリン キャロライン・バークル ケイティ・ホフ クリスティン・マーシャル キム・バンデンバーグ ジュリア・スミット          |
| 2012 ロンドン         | アメリカ合衆国 メリッサ・フランクリン ダナ・ボルマー シャノン・ブリーランド アリソン・シュミット ローレン・パーデュー アリッサ・アンダーソン                                             | オーストラリア ブロンテ・バラット メラニー・シュランガー カイリー・パーマー アリシア・クーツ ブリタニー・エルムスリー アンジー・ベインブリッジ ジェイド・ニールセン ブレア・エバンズ | フランス カミーユ・ムファ シャーロット・ボネー オフェリー＝シリエル・エティエンヌ コラリ・バルミ マルゴー・ファレル ミーレヌ・ラザル                                     |
| 2016 リオデジャネイロ | アメリカ合衆国 アリソン・シュミット リア・スミス マヤ・ディラード ケイティ・レデッキー ミッシー・フランクリン メラニー・マーガリス シエラ・ランジ                                        | オーストラリア リア・ニール エマ・マキーオン ブロンテ・バラット タムシン・クック ジェシカ・アッシュウッド                                                                            | カナダ カトリーヌ・サバール テイラー・ラック ブリタニー・マクリーン ペニー・オレクシアク エミリー・オーバーホルト ケネディ・ゴス                                         |
| 2020 東京             | 中国 (CHN) 楊浚瑄 湯慕涵 張雨霏 李氷潔 張一璠 董潔 | イタリア ケーラ・サンチェス マーガレット・マクニール レベッカ・スミス ペニー・オレクシアク テイラー・ラック                                                                          | オーストラリア (AUS) アリアン・ティットマス エマ・マキーオン マディソン・ウィルソン リア・ニール モリー・オキャラハン メグ・ハリス ブリアナ・スロッセル タムシン・クック |

- 予選のみに出場の選手にもメダルが授与される。

### 4 × 100mメドレーリレー
| 大会名                | 金 | 銀 | 銅 |
| --------------------- | --- | --- | --- |
| 1960 ローマ           | アメリカ合衆国 リン・バーク パティ・ケンプナー カロリン・シューラー クリスチン・フォンサルツァ | オーストラリア マリリン・ウィルソン ローズマリー・ラッシグ ジャン・アンドリュー ドーン・フレーザー                                                                                   | 東西統一ドイツ イングリッド・シュミッド ウルスラ・クーパー ベーベル・フールマン ウルゼル・ブルナー                               |
| 1964 東京             | アメリカ合衆国 キャシー・ファーガソン シンシア・ゴヤット シャロン・スタウダー キャスリーン・エリス                                                                                                   | オランダ コーネリア・ウィルソン クレニー・ビモルト アダ・コック エリカ・テルプストラ                                                                                                 | ソビエト連邦 タチアナ・サベレワ スベトラーナ・ババニナ タチアナ・デフヤトワ ナターリャ・ウスティノワ                             |
| 1968 メキシコシティ   | アメリカ合衆国 ケイ・ホール クリスティン・ボール エリー・ダニエル スーザン・ペダーセン | オーストラリア リン・ワトソン ジュディ・プレイフェア リン・マックレメンツ ジャネット・ステインベック                                                                                 | 西ドイツ アンゲーリカ・クラウス ウータ・フローマター ヘイケ・ナーゲル ハイデマリー・ライネック                                   |
| 1972 ミュンヘン       | アメリカ合衆国 メリッサ・ベローテ キャサリン・カー ディーナ・ディアーダッフ サンドラ・ニールソン | 東ドイツ クリスティーネ・ヘルブスト レナーテ・フォーゲル ロスヴィータ・バイヤー コルネリア・エンダー                                                                                 | 西ドイツ グートルーン・ベックマン フレニ・エーベルレ ジルケ・ピーレン ハイデマリー・ライネック                                   |
| 1976 モントリオール   | 東ドイツ ウルリケ・リヒター ハンナロール・アンケ コルネリア・エンダー アンドレア・ポラック | アメリカ合衆国 カミラ・ライト シャーリー・ババショフ リンダ・ジェゼック ローリー・シーリング                                                                                         | カナダ スーザン・スローン ロビン・コルシグリア ウェンディ・ホッグ アン・ジャーディン                                             |
| 1980 モスクワ         | 東ドイツ リカ・ライニシュ ウテ・ゲベニガー アンドレア・ポラック カレン・メチュク | イギリス ヘレン・ジェームソン マーガレット・ケリー アン・オズガービー ジューン・クロフト                                                                                             | ソビエト連邦 エレーナ・クルグロワ エルビラ・バシルコワ アーラ・ギリシュチェンコワ ナタリア・メシュチェリャコワ                   |
| 1984 ロサンゼルス     | アメリカ合衆国 テレサ・アンドリュース トレーシー・コールキンズ メアリー・マーハー ナンシー・ホグスヘッド                                                                                             | 西ドイツ スベンヤ・シュリヒト ユトゥ・ハッセ イナ・バイエルマン カリン・ザイク | カナダ レーマ・アブド アン・オッテンブライト ミシェル・マクファーソン パメラ・レイ                                               |
| 1988 ソウル           | 東ドイツ クリスティン・オットー シルケ・ヘルナー ビルテ・ヴァイガング カトリン・マイスナー | アメリカ合衆国 ベス・バー トレイシー・マクファーレーン ジャネル・ジョーゲンセン メアリー・ウェイト                                                                                   | カナダ ローリー・メリエン アリソン・ヒグソン ジェーン・カー アンドレア・ニュージェント                                           |
| 1992 バルセロナ       | アメリカ合衆国 クリッシー・アーマン＝レイトン リー・ラブレス アニタ・ノール ジェニー・トンプソン ジェイニー・ワッグスタッフ メーガン・クライン サマー・サンダース ニコール・ハイレット               | ドイツ フランツィスカ・ファン・アルムジック ヤーナ・デリース ダグマル・ハーゼ ダニエラ・フンガー ダニエラ・ブレンデル ベッティーナ・ウストロースキー シモーネ・オシグス              | EUN ニーナ・ジバネフスカヤ オルガ・キリチェンコ ナタリア・メシュチェリャコワ エレーナ・ルドコフスカヤ エレーナ・シュービナ       |
| 1996 アトランタ       | アメリカ合衆国 ベス・ボツフォード アマンダ・ビアード エンジェル・マルティーノ エイミー・ヴァン・ダイケン キャサリン・フォックス ウィットニー・ヘッジペス クリスティン・クアンス ジェニー・トンプソン | オーストラリア ニコル・スティーブンソン サマンサ・ライリー スーザン・オニール サラ・ライアン ヘレン・デンマン アンジェラ・ケネディ                                                   | 中国 陳妍 韓雪 蔡慧珏 単鶯 |
| 2000 シドニー         | アメリカ合衆国 ダラ・トーレス バーバラ・ベッドフォード メーガン・クワン ジェニー・トンプソン コートニー・シェリー アシュリー・タッピン エイミー・ヴァン・ダイケン スタシアナ・スティッツ             | オーストラリア ペトリア・トーマス リーゼル・ジョーンズ スーザン・オニール ダイアナ・カルブ ジャーン・ルーニー ターニー・ホワイト サラ・ライアン                                      | 日本 田中雅美 源純夏 中村真衣 大西順子                                                                                           |
| 2004 アテネ           | オーストラリア ジャーン・ルーニー リーゼル・ジョーンズ ペトリア・トーマス ジョディ・ヘンリー ブルック・ハンソン アリス・ミルズ ジェシカ・シッパー                                                    | アメリカ合衆国 ナタリー・コーグリン アマンダ・ビアード ジェニー・トンプソン カラ・リン・ジョイス ヘイリー・コープ タラ・カーク レイチェル・コミサーズ アマンダ・ウィアー             | ドイツ アンテ・ブッシュシュルテ サラ・ポーベ フランツィスカ・ファン・アルムジック ダニエラ・ゴッツ                               |
| 2008 北京             | オーストラリア エミリー・シーボーム リーゼル・ジョーンズ ジェシカ・シッパー リスベス・トリケット タルニー・ホワイト フェリシティ・ガルベス シェーン・リース                                          | アメリカ合衆国 ナタリー・コーグリン レベッカ・ソニ クリスティン・マグナソン ダラ・トーレス マーガレット・ホルザー メーガン・ジェンドリック エレイン・ブリーデン カラ・リン・ジョイス | 中国 趙菁 孫曄 周雅菲 龐佳穎 徐田龍子                                                                                            |
| 2012 ロンドン         | アメリカ合衆国 メリッサ・フランクリン レベッカ・ソニ ダナ・ボルマー アリソン・シュミット レイチェル・ブーツマ ブリージャ・ラーソン クレア・ドナヒュー ジェシカ・ハーディ                             | オーストラリア エミリー・シーボーム リーゼル・ジョーンズ アリシア・コッツ メラニー・シュランガー ブリタニー・エルムスリー                                                            | 日本 寺川綾 鈴木聡美 加藤ゆか 上田春佳                                                                                           |
| 2016 リオデジャネイロ | アメリカ合衆国 キャスリーン・ベイカー リリー・キング ダナ・ボルマー シモーネ・マニュエル オリビア・スモリガ ケイティ・マイリ ケルシー・ウォレル アビー・ワイツェル                                   | オーストラリア エミリー・シーボーム テイラー・マッケオン エマ・マキーオン ケイト・キャンベル マディソン・ウィルソン マデリン・グローヴス ブリタニー・エルムズリー                    | デンマーク ミエ・ニールセン リッケ・メラー・ペデルセン ヤネッテ・オッテセン パーニル・ブルメ                                     |
| 2020 東京             | オーストラリア (AUS) ケーリー・マキオン チェルシー・ホッジス エマ・マキーオン ケイト・キャンベル エミリー・シーボム ブリアナ・スロッセル モリー・オキャラハン                                        | アメリカ合衆国 (USA) リーガン・スミス リディア・ジェイコビー トーリ・ハスク アビー・ワイツェル ライアン・エリザベス・ホワイト リリー・キング クレア・カーザン エリカ・ブラウン       | カナダ (CAN) カイリー・マス シドニー・ピクレム マーガレット・マクニール ペニー・オレクシアク テイラー・ラック ケーラ・サンチェス |

※ 1992年から予選のみに出場の選手にもメダルが授与される。

### オープンウォータースイミング
| 大会名                | 金                                              | 銀                                              | 銅                                      |
| --------------------- | ----------------------------------------------- | ----------------------------------------------- | --------------------------------------- |
| 2008 北京             | ラリサ・イルチェンコ ロシア (RUS)               | ケリアン・ペイン イギリス (GBR)                 | カッサンドラ・パッテン イギリス (GBR)   |
| 2012 ロンドン         | リストフ・エバ ハンガリー (HUN)                 | ヘイリー・アンダーソン アメリカ合衆国 (USA)     | マルティナ・グリマルディ イタリア (ITA) |
| 2016 リオデジャネイロ | シャロン・ファン・ロウエンダール オランダ (NED) | ラケーレ・ブルーニ イタリア (ITA)               | ポリアナ・オキモト ブラジル (BRA)       |
| 2020 東京             | アナ・クーニャ ブラジル (BRA)                   | シャロン・ファン・ラウエンダール オランダ (NED) | カリーナ・リー オーストラリア (AUS)     |

## 過去に実施されていた種目

### 300m自由形
| 大会名            | 金                                            | 銀                                                | 銅                                        |
| ----------------- | --------------------------------------------- | ------------------------------------------------- | ----------------------------------------- |
| 1920 アントワープ | エセルダ・ブレーブトリー アメリカ合衆国 (USA) | マーガレット・ウッドブリッジ アメリカ合衆国 (USA) | フランシス・シュロス アメリカ合衆国 (USA) |